# Platanthera peramoena
Platanthera peramoena är en orkidéart som beskrevs av Asa Gray. Platanthera peramoena ingår i släktet nattvioler, och familjen orkidéer. Inga underarter finns listade i Catalogue of Life.

## Bildgalleri

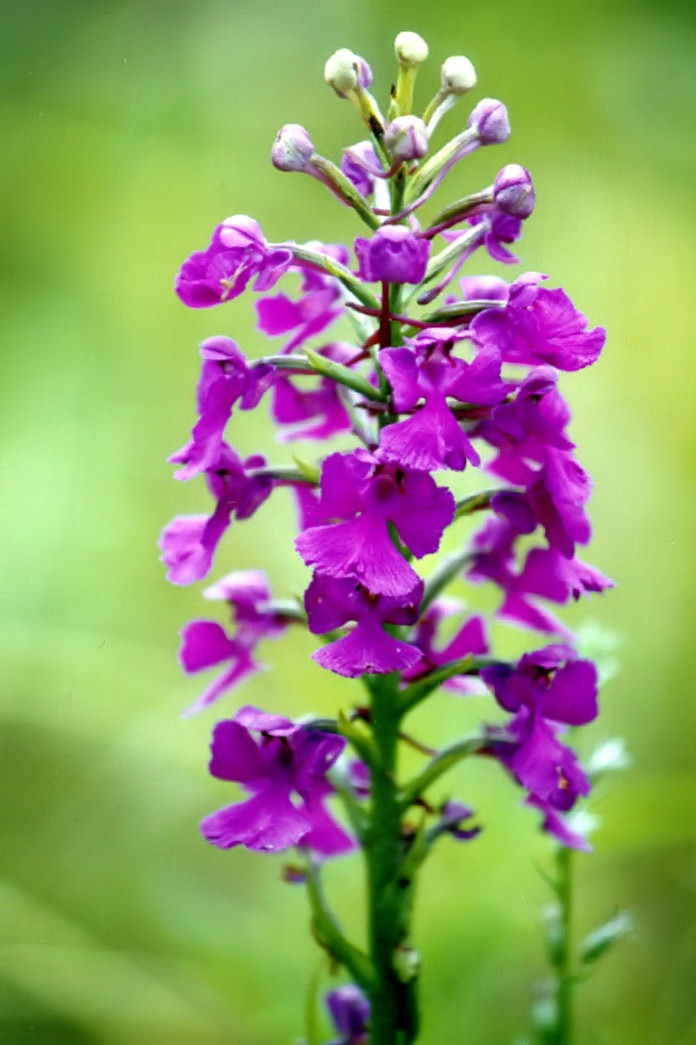
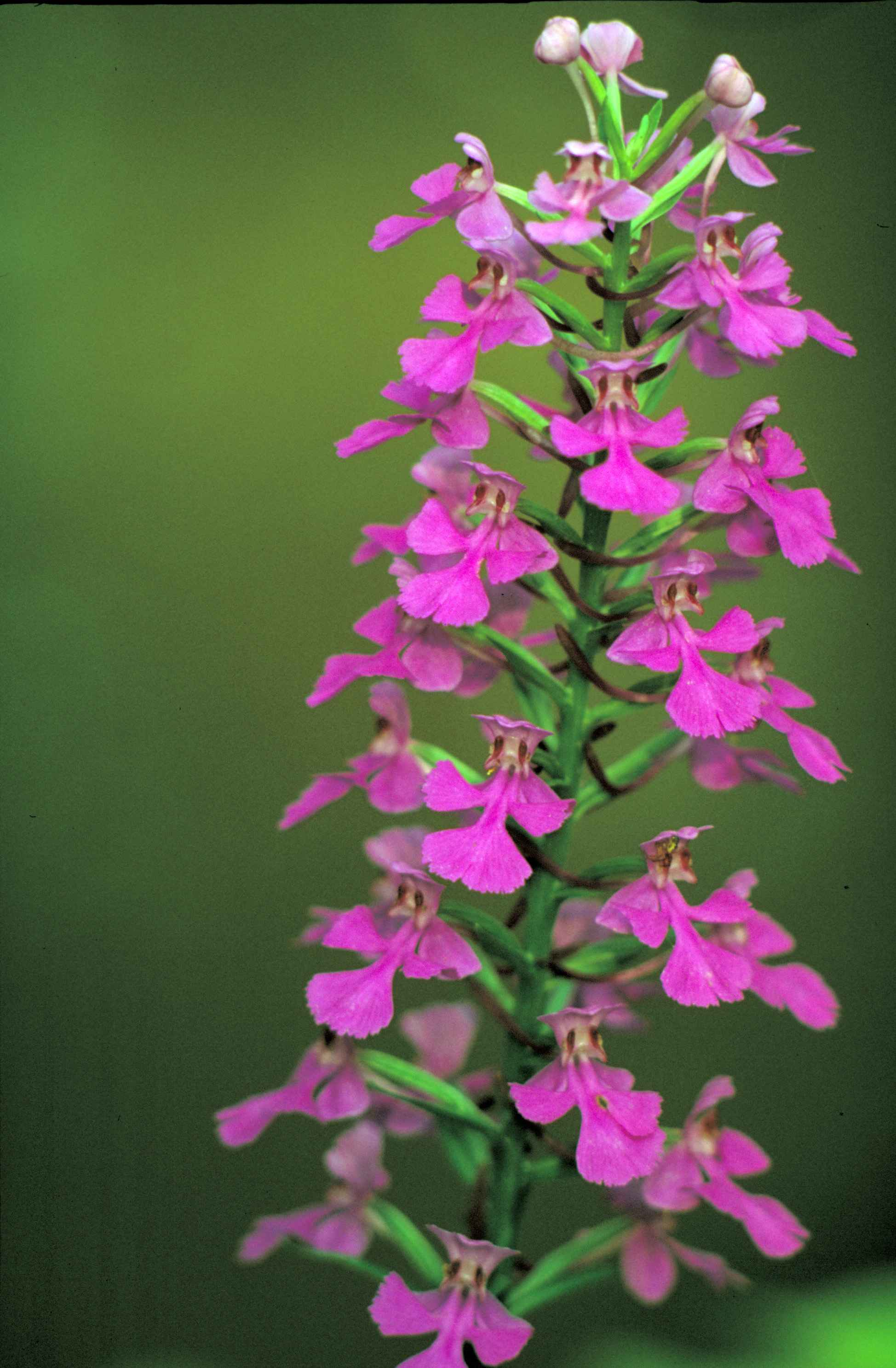